# Nimrod (Computer)

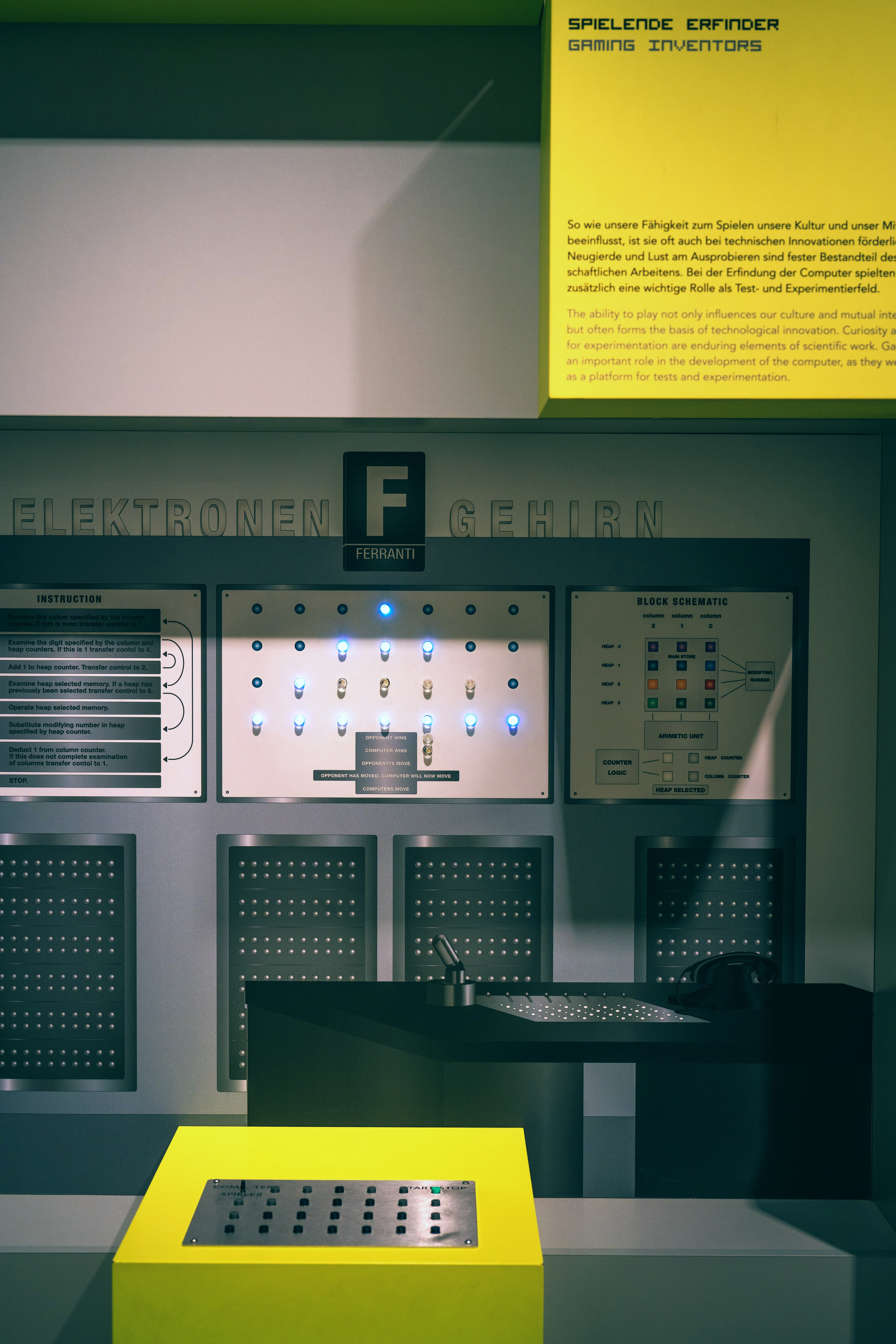
Nachbau des Nimrod im Computerspielemuseum Berlin

Nimrod war ein Computer, der speziell zum Spielen von Nim gebaut wurde und von dem früheren elektromechanischen Spielautomaten Nimatron inspiriert war. Er wurde von John Makepeace Bennett entworfen und von der britischen Firma Ferranti unter Leitung des Ingenieurs Raymond Stuart-Williams für die britische Nationalausstellung Festival of Britain 1951 gebaut und dort ausgestellt, um Ferrantis Computerdesign- und Programmierfähigkeiten zu demonstrieren. Er war 3,7 × 2,7 × 1,5 Meter groß. Seine elektronische Ausstattung bestand aus 480 Vakuumröhren. Er ermöglichte es den Ausstellungsbesuchern, gegen die Maschine eine Partie Nim zu spielen. Der Spieler drückte auf einer erhöhten Tafel Knöpfe, die mit Lichtern auf der Maschine korrespondierten, um seine Züge auszuwählen. Der Nimrod zeigte danach seinen Zug auf gleiche Weise und seine Berechnungen durch zusätzliche Lichter an. Die Geschwindigkeit der Berechnungen konnte reduziert werden, sodass der Vorführer genau demonstrieren konnte, was der Computer tat.
Nach seiner ersten Ausstellung wurde der Nimrod im Oktober 1951 drei Wochen lang auf der Berliner Industrieschau gezeigt, bevor er abgebaut wurde.
Das Nim-Spiel auf dem Nimrod gilt als eines der ersten Videospiele, auch wenn eingewendet werden kann, dass die Spielanzeige durch Glühbirnen keine Videografik-Anzeige ist und daher ein Definitionskriterium für Videospiele nicht erfüllt ist. Da es sich bei dem Nimrod aber um einen Computer handelt, ist der im Deutschen gebräuchliche Begriff Computerspiel für das Spiel zutreffend.